# ディープスタリア・レティキュルム
ディープスタリア・レティキュルム（Deepstaria reticulum）は、ミズクラゲ科ディープスタリアクラゲ属に属するクラゲ。主に 北極海と大西洋の水深600mに生息する。ディープスタリアクラゲ属は2種おり、2番目に記載された種である。ビニール袋のような形で、濃い紫色をしている。最大70センチになる。消化管は、傘にネット状で体中に広がる。